# 세바스티앵 파트리스
세바스티앵 파트리스(프랑스어: Sébastien Patrice, 2000년 4월 7일~)는 프랑스의 펜싱 선수로 주 종목은 사브르이다. 그는 2024년 하계 올림픽에서 남자 단체전 동메달을 획득했다.

## 개인사
형인 장필리프 파트리스도 펜싱 선수이다.